# Ночевала тучка золотая… (фильм)
«Ночевала тучка золотая…» — советский фильм-экранизация одноимённой повести Анатолия Приставкина, выпущенный в 1989 году на Центральной киностудии детских и юношеских фильмов им. М. Горького режиссёром Суламбеком Мамиловым.

## Сюжет
1944 год. Воспитанники детского дома — братья Коля и Саша Кузьмины — едут на Северный Кавказ, живут в колонии, вместе с её воспитанниками работают на консервной фабрике, где подворовывают джем. Обыск в колонии вскрывает запасы наворованного.
Братья сдружились с воспитательницей Региной Петровной (она называет их «Кузьмёныши»). За воспитательницей ухаживает фронтовик-инвалид Демьян.
В результате нападения местной банды погибает директор детского дома. Саша и Коля прячутся вместе с Демьяном в кукурузном поле, но Демьян бросает их и сбегает. Саша погибает, Коля прячет его тело в товарном поезде. Колю находит местный мальчик Алхазур, которого Коля в бреду зовёт Сашкой. Двоих их находят и отвозят на распределительный пункт. Туда же приезжает и Регина Петровна, которая просит прощения за то, что бросила их, поддавшись на уговоры Демьяна уехать. Коля не прощает её.

## В ролях

### В главных ролях
- Андрей Башкиров — Коля Кузьмин
- Володя Башкиров — Саша Кузьмин
- Тамерлан Шатаев — Алхазур
- Наталья Мерц — Регина Петровна, воспитательница в колонии
- Виллор Кузнецов — Пётр Анисимович Meшков, директор колонии по прозвищу «Портфельчик»

### В ролях
- Вячеслав Баранов — Илья, бывший уголовник, проводник поезда, сосед колонистов
- Иван Бортник — Демьян Иванович, фронтовик-инвалид, колхозник
- Ольга Семёнова — Вера, работник консервного завода
- Анатолий Иванов — следователь
- Николай Погодин — Алексей Иванович, слепой танкист, гармонист
- Володя Думчев — Митёк
- Колонисты:
  - М. Антошкин
  - Рома Барышев
  - Денис Борисов
  - А. Гусев
  - Паша Гайдученко
  - А. Егоров
  - В. Жикулин
  - Е. Иванова
  - братья Идиговы
  - Оля Козяева
  - А. Лобина
  - Л. Морозова
  - Е. Стружкина
  - Юра Савочкин
  - К. Шейдаев
  - школьники Чечено-Ингушетии

### В эпизодах
- Андрей Алёшин
- Артур Богатов
- Николай Волков — машинист
- Сергей Греков
- Константин Лабутин — директор консервного завода
- Д. Серов
- Лена Гершкович
- Валентина Титова — Шмидт, директор детского дома
- Л. Хомченко
- М. Хумпаров
- Лариса Цесляк — торговка с рынка

## Съёмочная группа
- Автор сценария: Анатолий Приставкин
- Режиссёр-постановщик: Суламбек Мамилов
- Оператор-постановщик: Геннадий Карюк
- Художник-постановщик: Владимир Постернак
- Композитор: Эдисон Денисов
- Звукооператор: Виктор Напольских
- Художник по костюмам: Тамара Горшенина
- Художник-гримёр: Лидия Новак
- Государственный симфонический оркестр кинематографии СССР
  - дирижёр Эмин Хачатурян
- Директор съёмочной группы: Игорь Демух

## О фильме
Режиссёр Суламбек Мамилов выпросил сценарий несостоявшейся экранизации повести Льва Толстого «Хаджи-Мурат» у Георгия Данелии, написанный в середине 1960-х в соавторстве с Расулом Гамзатовым и Владимиром Огневым, и в 1980-х на киностудии им. Горького начал подготовку к съёмкам. Группа объехала Дагестан для подбора натуры. Дальнейшей работе над «Хаджи-Муратом» «помешал» выход повести Анатолия Приставкина «Ночевала тучка золотая».
Анатолий Приставкин и Суламбек Мамилов — люди схожих детских судеб, каждый из которых пережил депортацию. Приставкин настоял на встрече с Мамиловым:

«Хаджи-Мурат» — это классика, никуда он от тебя не денется, а вот с моей повестью неизвестно, что случится. Пока идёт перестройка — есть возможность её снять…— Анатолий Приставкин Суламбеку Мамилову
Работа над фильмом была тяжелой, приходилось идти на компромиссы. Хронометраж кинокартины, изначально задуманной как двухсерийная, был сокращён до одной серии. Выход фильма на экран также дался нелегко, а премьера в Чечено-Ингушетии была сорвана.
В 1990-х, по окончании Первой чеченской войны, авторы пытались снять продолжение фильма. Мамилов с Приставкиным поехали к тёплым источникам в Серноводск, где во времена ВОВ купались беспризорники (здесь же снимался соответствующий эпизод фильма). На этот раз соавторов встретили руины и плещущиеся чеченские дети-беженцы, беспризорники новой войны.

## Факты
- «Кузьмёнышей» играют Володя и Андрей Башкировы — ученики 5-го класса московской школы № 849[3].
- В одном из эпизодов колонисты смотрят чёрно-белый фильм «Свинарка и пастух».